# SN 2007lr
SN 2007lr – supernowa typu Ia odkryta 6 października 2007 roku w galaktyce A004900-0019. W momencie odkrycia miała maksymalną jasność 22,10m.